# أليكس غريمالدو
أليخاندرو «أليكس» غريمالدو غارسيا (بالإسبانية: Alejandro Grimaldo) (مواليد 20 سبتمبر 1995) هو لاعب كرة قدم إسباني محترف يلعب لنادي بايرن ليفركوزن الألماني ظهيراً أيسر.